# Mons Argenteus
Mons Argenteus (wörtlich Silberner Berg), auch Mons Argentus oder Montes Argenteus, ist eine helle Albedostruktur im Südpolargebiet des Planeten Mars. Die Bezeichnung wurde 1930 vom griechischen Astronomen Eugène Michel Antoniadi eingeführt. Der Name ist nicht offizieller Teil der Nomenklatur von Albedomerkmalen des Planeten, wird aber häufig in der Amateurastronomie und zuweilen auch informell in Fachpublikationen verwendet.
Die Region bildet insbesondere im Südfrühling regelmäßig eine auffällige Albedostruktur, da hier beim jahreszeitlich bedingten Zurückweichen der Südlichen Polkappe über längere Zeit ein eis- und frostbedecktes Gebiet übrig bleibt. Antoniadi hatte deshalb die Struktur ursprünglich als Gebirgszug oder Hochplateau interpretiert. Moderne Aufnahmen und Messdaten durch Raumsonden zeigen in diesem Gebiet jedoch keine Oberflächenstrukturen, die sich wesentlich über das Niveau der restlichen Südlichen Hochländer erheben. Mit dem Mars Orbiter Laser Altimeter (MOLA) des Mars Global Surveyor konnte allerdings festgestellt werden, dass das Gebiet nicht nur stark von Einschlagkratern zerklüftet ist, sondern zudem auch noch generell steil nach Süden hin abfällt. Beide Eigenschaften sind geeignet, die Auswirkung der Sonneneinstrahlung während des Südfrühlings zu reduzieren und Reste der Südlichen Polkappe lokal länger zu erhalten.